# Камень (Любуське воєводство)
Камень (пол. Kamień, нім. Kähmen) — село в Польщі, у гміні Кросно-Оджанське Кросненського повіту Любуського воєводства.
Населення — 220 осіб (2011).
У 1975-1998 роках село належало до Зеленогурського воєводства.

## Демографія
Демографічна структура станом на 31 березня 2011 року:
|          | Загалом | Допрацездатний вік | Працездатний вік | Постпрацездатний вік |
| -------- | ------- | ------------------ | ---------------- | -------------------- |
| Чоловіки | 110     | 28                 | 77               | 5                    |
| Жінки    | 110     | 22                 | 71               | 17                   |
| Разом    | 220     | 50                 | 148              | 22                   |